# 권희로
권희로(權禧老, 1928년 11월 20일~2010년 3월 26일)는 대한민국의 기업가, 저술가이다.
재일 한국인 2세로, 범죄자로의 일본 최장기수였으며 일본인 조직폭력배를 살해한 죄로 체포되어 24년간 복역하였다.
그는 1999년 대한민국에 돌아올 때까지 김희로(金嬉老)라는 이름을 사용했다. 따라서 김희로라는 이름으로도 불린다. 일본 시즈오카현 시미즈 출생이지만 그의 고향을 모친의 출생지인 부산으로 간주하기도 한다. 1999년 대한민국 귀국 이후 부산광역시와 서울특별시에 주로 거주하였다.

## 생애

### 어린 시절
그는 1928년 일본 시즈오카현에서 목재 하역부인 부친 권명술, 부산 출신의 모친 박득숙 사이에서 태어났다. 1931년에 아버지를 여의고, 1933년에는 어머니가 김종석과 재혼함에 따라 이름이 김희로로 바뀌었다. 아버지와 그의 사이는 좋지 못했으며, 13세 때에는 가출을 하기도 했다.
집안 형편도 어려워, 시미즈 소학교 5학년 시절에는 퇴학당하고, 몇 차례 범죄에 연루된 끝에 1943년에는 소년원에 들어가게 된다. 그 후 여러 가지 범죄에 빠지게 되었으며, 경찰 조사를 받는 동안 재일 한국인이라는 이유로 폭행을 당하기도 하였다.
1959년 지바 형무소를 나온 권희로는 가토 가즈코와 결혼하고 술집을 차린다. 그러나 경영에 실패한 데 이어 그가 손댔던 사업들도 모두 실패하고 그는 항만 노동자로 전락하기도 했다. 경제적으로 무너지면서 결혼도 파탄이 나고 그는 다시 교도소를 들락거리는 신세가 된다.

### '김희로 사건'
그러던 1968년 일본에서는 '김희로 사건'으로 알려진 사건이 벌어진다. 1968년 2월 20일 권희로는 시즈오카 현 시미즈 시의 클럽 <밍크스>에서 야쿠자 2명과 말싸움을 하게 된다. 채권자의 채권청부를 받아 빚독촉을 하던 상대편의 일본인 야쿠자가 그에게 "조센진, 더러운 돼지새끼!"라고 모욕하자, 이에 격분한 그는 총으로 이들(미성년자 소년 한 명 포함)을 살해했다.
이후 그는 M1 카빈 전용 30발 실탄을 장착했던 호와 공업의 엽총 <M300>과 다이너마이트를 가지고 현장을 탈출, 현장으로부터 45 km 떨어진 시즈오카현 하이바라군 혼카와네 정(現 가와네혼정)으로 도주한 후 하이바라의 스마타쿄에 있는 한 온천 여관에서 투숙객 13명을 인질로 잡고 일본 경찰과 대치했다.
대치 당시 그는 기자 회견 중 그는 "경찰관의 한국인 차별을 고발하기 위해 사건을 일으켰다."고 주장하면서 일본 경찰 고위층의 사죄와 해당 경찰관의 파면을 요구하기도 하였다.
일본 경찰은 형사들을 기자로 변장시킨 후 호텔에 투입, 88시간만에 그를 체포하였다. 체포 당시 그의 어머니 박득숙은 그에게 "일본인에데 붙잡혀 더럽게 죽지 말고 깨끗이 자결하라"면서 흰 한복을 건네기도 했다.
이 사건을 모티브로 1991년 기타노 다케시 주연의《김의 전쟁》과 1992년 유인촌 이혜숙 주연의《김의 전쟁》이란 영상물로 제작되기도 했다.
일본 경찰에 체포된 권희로는 1971년, 1974년, 1975년 3심을 거쳐 일본 최고재판소에서 무기징역이 확정되었다. 이후 구마모토 형무소에서 24년을 복역하고 1999년 6월에 도쿄 시내 후추 형무소, 지바 형무소로 이감되었다.
감옥에 있는 동안 권희로는 부산의 소년원과 사회복지시설, 일본군 위안부 피해 할머니들에게 5만엔 씩 기탁하기도 했다. 그의 김희로 사건은 후에 소설과 영화화되었다. 일본에서는 건국 이래 4대 테러사건으로 꼽히기도 한다.
1970년대 당시 일본의 현행법 상 무기수로서 복역한 지 10년이 넘은 모범수는 가석방되는 것이 상례이지만, 여덟 번이나 성실성으로 교도소 표창을 받은 그는 번번이 가석방 대상에서 제외되었다. 1980년대부터 본격적인 석방노력이 시도됐고, 오랜 석방운동 끝에 1999년 9월 7일에 가석방되었으며, 1년 전에 먼저 사망한 모친의 유언에 따라 일본을 떠나 부산으로 갔다.

#### 범행 동기
일본의 언론인 혼다 야쓰하루는 《김희로, 나의 전쟁》을 통해 그의 범행 동기를 설명하였다. 당시 권희로는 오카무라라는 사람에게 18만 엔을 빚을 진 적이 있는데, 이것을 갚은 후에도 소가 유키오(살해된 야쿠자) 일당에 의해 38만 엔의 빚을 더 갚을 처지에 놓여 있었다. 이에 권희로는 소가에게 항의하였으나 오히려 권총 위협 아래에서 차용증을 썼다고 한다. 그리고 이것이 훗날 범행의 동기가 되었다고 한다.
한편 그의 빚에 대해 혼다 야쓰하루에 의하면 권희로는 그 누구에게도 갚아야 할 빚이 없었던 것으로 보인다는 의견을 내놓았다. 야쓰히루에 의하면 권희로는 알고 지내던 오카무라에게 18만 엔 가량을 빚진 적이 있으나 그의 자동차로 갚았다는 것이다. 따라서 살해된 야쿠자 두목 소가 일당이 오카무라를 협박해 김희로에게 받아내려 했던 빚 38만엔은 성립되지 않는다는 것이다.
1971년 1심, 1974년 2심을 거쳐 1975년 11월 일본 최고재판소에서 무기징역이 확정되었던 권희로는 이후 24년간 구마모토 형무소에서 복역해 오다가 1999년 6월 하순 도쿄시내 후추 형무소, 지바 형무소로 이감되었다.

### 석방 운동
경찰과 대치중에도 일본의 한국인 차별 의식을 비판했던 그는, 감옥에 갇힌 상황에서도 출소되면 "재일 한국인의 인권을 위해 투쟁하겠다"고 선언하는 등의 활동을 하였다. 이 때문인지 권희로는 8번에 걸쳐 교도소 표창을 받았음에도 불구하고 가석방 대상에는 오르지 못했다.
이러한 상황을 전해들은 부산 자비사의 승려 박삼중은 이재현과 함께 권희로 석방 운동을 펼쳤다. 1990년에는 10만 명 서명운동을 벌여 규슈지방 갱생보호위원회에 접수시켰으며, 1990년 다시 서명운동을 벌이고 1993년에도 권희로의 서명 운동을 벌여 각각 규슈의 갱생보호위원회와 일본 법무성에 석방을 요청했다. 1993년의 재서명에는 1만 3천여 명의 서명을 얻어 일본 법무성에 보내기도 했다. 1995년 천주교 정의평화위원회도 권희로의 석방운동에 나섰다.
1996년 3월에는 천주교 단체와 함께 각계 시민단체들의 서명, 탄원운동이 일어나 약 3만 명의 서명이 담긴 석방 청원서를 일본 법무성에 제출했다.
위와 같은 일련의 활동은 권희로의 석방에 큰 영향을 주었다. 1998년 11월 "내 손으로 아들에게 따뜻한 밥 한 공기 먹일수 있다면 여한이 없겠다."던 그의 어머니 박득숙은 아들의 출감을 보지 못하고 1998년 11월 일본 시즈오카현 시립 양로원에서 92세의 나이로 사망했다.

### 귀국 이후

#### 귀국, 부산 정착
1999년 1월 권희로는 부산의 한 소년원에서 일본돈으로 5만엔을 기탁했으며, 4월에는 경기도 광주군(廣州郡)의 나눔의 집에서 살고 있는 정신대 출신 할머니들에게도 5만엔을 기탁했다. 그리고 그는 여생을 불우한 소년과 노인을 위해 아낌없이 바칠 것이다라고 했다. 이후 그는 각종 기탁과 모금 활동에 앞장서기도 했다.
1999년 9월 7일 권희로는 부산으로 돌아왔다. 자신의 이름도 '김희로'에서 본명인 '권희로'로 다시 바꾸었다. 당시 권희로는 대한민국 언론 보도를 통해 일본 내 재일 한국인 차별에 맞선 사람으로 알려져 있었다. 이에 경상대학교 병원은 그에게 평생 무료 진료를 약속하였다.
1999년 11월 그는 《어머니, 미움을 넘어섰어요》라는 제목의 수기를 출간하였다. 여기서 그는 "나 역시 할 말은 많지만, 한·일 양국의 관계에 폐를 끼칠 만한 말은 삼가고 미움을 넘어 용서하고 화해하는 태도를 취하고 싶습니다."라고 밝혔다.

#### 만년
2000년 4월 13일 대한민국 제16대 총선에는 처음으로 대한민국 국민으로서의 주권을 행사하기도 했다. 그러나 2000년 한 해 동안 그에게는 좋지 못한 일들이 연이어 발생했다.
2000년 4월 26일에는 1979년 옥중 결혼하였으나 1996년경 돈을 챙겨 잠적하였다가 다시 재결합에 성공한 돈모 여인이 또다시 돈을 들고 집을 나가자 돈씨를 수배요청하였다. 돈씨는 1년 뒤인 2001년 9월 20일 자수하였다.
9월 3일에는 내연 관계에 있던 박모 여인과 남편 안씨가 사는 집에 흉기를 들고 들어와 난동을 부리고 집 안에 불을 지른 혐의로 체포되었다. 이후 권씨는 살인미수와 방화 혐의로 구속되었다 가 성격장애 판정을 받고 공주보호감호소에 수감되었다. 이후 박씨는 남편과 이혼하고 권희로와 결혼하였으나 오래 가지 못하고 이혼하였다.
2006년경부터는 어렸을 적 일본에 거주한 경험이 있는 70대 이정희와 살았다.
2010년 3월 26일 부산에서 전립선암으로 사망했다. 향년 83세

## 저서 및 관련 작품
- 수기집 《너는 너. 나는 나》, 1968
- 드라마 〈실록 범죄사 시리즈 - 김의 전쟁〉, 후지TV, 1991년 - 기타노 다케시가 주연한 드라마
- 영화 《김의 전쟁》, 1992년 - 김영빈의 데뷔작으로 유인촌 이혜숙 김형일 주연
- 수기집 《어머니, 미움을 넘어섰어요》, 중앙M&B, 1999 ISBN 89-8375-325-0

## 가족 관계
- 아버지 : 권명술(? ~ 1931)
- 어머니 : 박득숙(1906년 ~ 1998년 11월)
- 의붓아버지 : 김종석
- 부인 : 가토 가즈코(일본 여인, 이혼), 박씨(이혼), 이정희
- 자녀 : ?

## 참고 문헌
- 편집부 엮음, 《시사인물사전 1》 pp 36~42, 인물과사상사, 2000

## 같이 보기
- 일제강점기
- 역도산
- 김일
- 최배달
- 도고 시게노리